# Уоллес, Альфред Рассел
А́льфред Ра́ссел Уо́ллес (англ. Alfred Russel Wallace; 8 января 1823, Аск, Монмутшир, Уэльс, Великобритания, Британская империя — 7 ноября 1913, Бродстон, Дорсет, Англия, Великобритания, Британская империя) — британский натуралист, путешественник, географ, биолог и антрополог.

## Молодость и образование
Родился 8 января 1823 года в валлийской деревне Ленбадок (Llanbadoc) недалеко от города Аск, графство Монмутшир, седьмой из девяти детей Томаса Уоллеса и Мэри Энн Гриннелл. В 1828 году семья переехала в Хертфорд, где Альфред учился в школе.
В 14 лет из-за финансовых трудностей он вынужден был бросить школу и вместе со старшим братом Джоном уехал в Лондон. В Лондоне он слушал лекции в Лондонском институте механики. В 1837 году он уехал из Лондона и стал работать учеником своего другого старшего брата Уильяма, архитектора. Затем работал землемером, подрядчиком на строительстве железной дороги, учителем в школе.

## Путешествие в Амазонию
Вдохновленный рассказами своих предшественников, известных натуралистов, таких как Гумбольдт, Дарвин и Эдвардс, Уоллес, в свою очередь, решил путешествовать и открывать для себя мир. В 1848 году вместе с Генри Уолтером Бейтсом они отплыли в Бразилию на корабле «Mischief» . Их цель — собрать образцы животных и насекомых в дождевых лесах Амазонии и продать их коллекционерам в Великобритании. Они также надеются собрать доказательства непрерывного изменения видов . Уоллес и Бейтс провели первые годы около Белена, затем они разделились, время от времени встречаясь, чтобы обсудить свои находки. В 1849 году к ним присоединились молодой исследователь и ботаник по имени Ричард Спрус, а также Герберт, младший брат Уоллеса. Герберт вскоре уехал (он умер через два года от желтой лихорадки). Спрус, как и Бейтс, более десяти лет собирал экспонаты в Южной Америке.
В течение четырёх лет Уоллес продолжал составлять карту реки Риу-Негру, собирая образцы и делая заметки о народах и языках, с которыми он столкнулся, а также о географии, флоре и фауне. В том числе Уоллесу удалость открыть 4 новых вида пальм. 12 июля 1852 года Уоллес сел на борт брига «Helen». После двадцати восьми дней в открытом море начался пожар, и экипаж был вынужден покинуть корабль. Вся коллекция Уоллеса была потеряна. Ему удалось сохранить лишь часть дневника и небольшое количество зарисовок. Он и команда провели десять дней в лодке, прежде чем были взяты на борт судна «Jordeson».
После возвращения в Соединенное Королевство Уоллес провел 11 месяцев в Лондоне, жил на страховку, полученную от потерянной коллекции и продавая уцелевшие экземпляры. В то же время, хотя он потерял почти все записи своей южноамериканской экспедиции, он опубликовал шесть научных статей (в том числе «Об амазонских обезьянах») и две книги — «Амазонские пальмы и их использование» и «Путешествие в Амазонию».

## Линия Уоллеса
В 1854 году Уоллес отправился на Малайский архипелаг, где провел 8 лет, по результатам которых была собрана огромная естественнонаучная коллекция и выделена так называемая «линия Уоллеса», отделяющая фауну Австралии от азиатской. Уоллес обратил внимание на необычный зоогеографический контраст между двумя близлежащими островами современной Индонезии: Бали и Ломбок. Хотя эти острова разделены проливом, ширина которого в самом узком месте не превышает 24 км, различия между их фауной больше, чем между животными Англии и Японии. Ныне эта зоогеографическая граница (между австралийской и индо-малайской фауной) носит название «линия Уоллеса», хотя первым исследователем, указавшим на существование и местоположение подобной разделительной линии, был орнитолог Филип Латли Склейтер в 1857 году.
Уоллес подытожил свои изыскания в двухтомном труде «Географическое распределение животных» (1876). Впоследствии Уоллес предложил разделить всю поверхность Земли на шесть зон (зоогеографических областей) — палеарктическую, неарктическую, эфиопскую, восточную (индо-малайскую), австралийскую и неотропическую. Это позволяет считать его основоположником такой дисциплины, как зоогеография.

## Естественный отбор

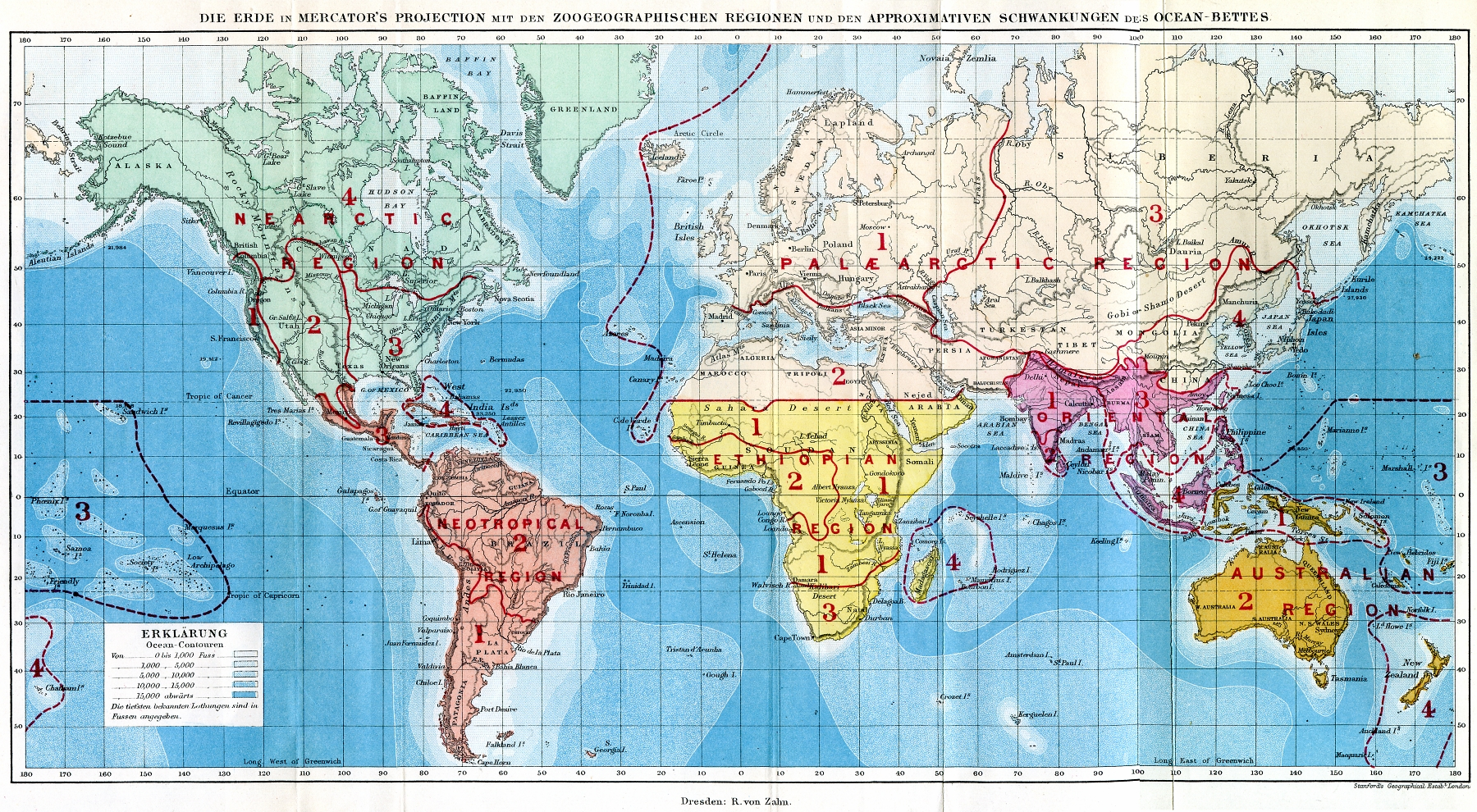
Карта зоогеографических областей из книги Уоллеса

Заболев в Малакке малярией, Уоллес на больничной койке стал размышлять о возможности применения к миру живой природы старой мальтузианской идеи о выживании наиболее способных. На этой почве он разработал учение о естественном отборе, изложив его в статье, которую тотчас направил в Англию знаменитому естествоиспытателю Чарльзу Дарвину.
Сразу по получении этой статьи Дарвин, в то время работавший над своим революционным трудом «Происхождение видов», отписал Чарльзу Лайелю, что никогда не встречал более поразительного совпадения идей двух людей и пообещал, что использованные Уоллесом термины станут главами его книги. 1 июля 1858 г. выдержки из трудов Дарвина и Уоллеса относительно естественного отбора были впервые представлены широкой публике — на чтениях в Линнеевском обществе.
Уоллес не считал нужным развивать своё понимание естественного отбора столь обстоятельно и последовательно, как это делал Дарвин, но зато именно он выступил с едкой критикой ламаркизма и ввёл в научный оборот термин «дарвинизм».
В своей книге «Contributions to the theory of natural selections» (2 изд., 1872) по некоторым пунктам Уоллес значительно разошелся с Дарвином, в особенности в вопросе о возможности перехода человекообразных обезьян в человека без вмешательства высшей причины.

## Другие интересы
В молодости, для того чтобы материально поддерживать отца и семью, Уоллес сменил ряд работ, в том числе геодезию, преподавание в школе, ремонт часов, подряды на строительство железной дороги.
Уже к 1865 году интересы Уоллеса полностью обратились к иным феноменам, которым не могла найти объяснения биологическая наука — френологии и месмеризму. Авторитет Уоллеса способствовал распространению в лондонском обществе практики столоверчения. Убедившись в «серьёзности» этих явлений посредством экспериментов, Уоллес стал неутомимым защитником спиритизма, был близок к орнитологу Эллиоту Куэсу, президенту Теософического общества Америки. Интерес к спиритизму заставил Уоллеса пересмотреть свои воззрения на происхождение человека, которые первоначально совпадали с взглядами Дарвина. Однако затем Уоллес стал утверждать, что теория естественного отбора не в состоянии объяснить возникновение интеллектуальных и нравственных качеств, присущих человеку, доказывая, что его эволюция не могла обойтись без вмешательства со стороны некой духовной разумной силы.

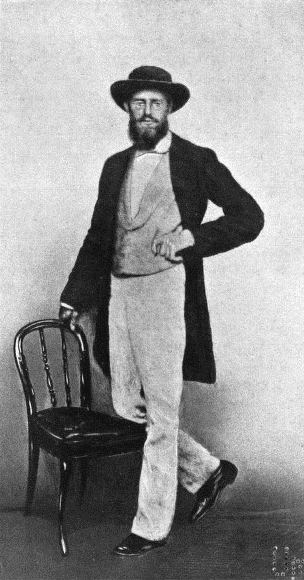
А. Р. Уоллес в 1862 году в Сингапуре

Впрочем, даже к паранормальным явлениям он подходил с научных позиций. Так, он категорически отвергал возможность переселения душ и жизни на Марсе. В 1904 году Уоллес написал книгу «Место человека во вселенной» (Man’s place in the universe), ставшую первой научной попыткой биолога оценить вероятность внеземной жизни. Считая человечество уникальным во вселенной, он приходит к выводу, что Земля является единственной планетой Солнечной системы, на которой существует жидкая вода и, следовательно, возможна жизнь; более того, он сомневается, что подобные земным условия существуют ещё где-то в Галактике. В 1907 году Уоллес вступил в полемику с энтузиастом существования марсиан Персивалем Лоуэллом, издав брошюру «Обитаем ли Марс?» (Is Mars Habitable?), в которой показал, что температура на поверхности Марса намного ниже, чем считалось Лоуэллом, а атмосферное давление слишком мало для существования воды в жидком виде (да и спектральный анализ атмосферы не показал наличия в ней водяного пара). Отсюда он сделал вывод, что существование на Марсе высокоорганизованной жизни невозможно, не говоря уже о развитой цивилизации и искусственных сооружениях.
Столь же скептически относился он и к вакцинациям от оспы, зато был горячим поборником движения суфражисток.
Вообще, Уоллес активно высказывался по общественно-политическим вопросам, обычно в прогрессивном ключе. Так, он критиковал английскую политику свободной торговли и её негативные последствия для рабочего класса. В 1881 году он был избран первым председателем Общества за национализацию земли, выступавшего против крупного землевладения и в поддержку государственной собственности на землю, которая бы выдавалась в аренду обрабатывающим её людям таким образом, чтобы максимизировать благосостояние общества. Прочитав в 1889 году утопический роман Эдварда Беллами «Взгляд назад», Уоллес объявил себя социалистом. Труд Генри Джорджа «Прогресс и бедность» он назвал «самой важной книгой века». В свою очередь, критику Уоллесом социального строя современного западного общества, которой он заканчивал книгу «Малайский архипелаг», высоко оценил Джон Стюарт Милль.
Уоллес был категоричным оппонентом расизма и евгеники, к которой склонялись некоторые мыслители-эволюционисты того времени. В 1898 году Уоллес напечатал книгу «Чудесный век: Его успехи и неудачи». Подводя итог XIX столетию, он в первой части книги перечислял научные и технические открытия, а во второй — социальные проблемы: милитаризм, войны, гонки вооружений, социальное неравенство, рост бедности и жуткие условия труда, жестокость и неэффективность тюремной системы, нагрузка капитализма на природу и злодеяния колониализма. В книге «Человеческий прогресс в прошлом и будущем» он протестует против социал-дарвинизма, переносящего принципы естественного отбора в человеческие отношения и общественное развитие. Буквально за несколько недель до смерти Уоллеса вышла его книга «Восстание демократии».

## Награды
- 1868 — Королевская медаль
- 1870 — Золотая медаль Французского географического общества
- 1890 — Медаль Дарвина
- 1892 — Золотая медаль основателей Королевского географического общества
- 1892 — Медаль Линнея
- 1908 — Медаль Копли
- 1908 — Золотая медаль Дарвина — Уоллеса
- 1908 — Орден Заслуг

## Память
В 1935 г. Международный астрономический союз присвоил имя Альфреда Уоллеса кратеру на видимой стороне Луны.

## Основные публикации
- Уоллес А. Р. Естественный отбор. СПб., 1878
- Уоллес А. Р. Дарвинизм. Изложение теории естественного подбора. М., 1898
- Уоллес А. Р. Малайский архипелаг. Страна орангутана и райской птицы. СПб., 1903
- Уоллес А. Р. Научные и социальные исследования, тт. 1-2. СПб., 1903—1906
- Уоллес А. Р. Место человека во Вселенной. СПб., 1904
- Уоллес А. Р. Тропическая природа = Tropical Nature / Пер. с англ. И. И. Пузанова. — М.—Л.: ОГИЗ-Биомедгиз, 1936. — 212 с. — 10 200 экз.
- Уоллес А. Р. Тропическая природа / Альфред Рёссель Уоллес; Пер. с англ., вступит. статья и примеч. И. И. Пузанова; Художник Г. В. Храпак. — Изд. 2-е, доп. — М.: Географгиз, 1956. — 224, [2] с. — 50 000 экз.
- Уоллес А. Р. Тропическая природа / Альфред Р. Уоллес; Пер. с англ. и предисл. И. И. Пузанова; Примеч. И. И. Пузанова и А. Г. Воронова; Ред. и послесл. А. Г. Воронова; Худож. А. Бобров. — Изд. 3-е. — М.: Мысль, 1975. — 224 с. — 50 000 экз.